# 천주교정의구현전국연합
천주교정의구현전국연합(약칭 천정연. 정의구현연합. 천주교정의구현연합)은 가톨릭 신앙과 양심에 따라 사회정의를 더욱 적극적으로 구현하는 것을 목표로 창설된 대한민국의 기독교 NGO이다.

## 창립 목적
민주주의와 민족 통일을 통한 구체적 실천을 통해 양심수 석방, 반민주악법 철폐, 언론과 사상의 자유, 분단 극복 등을 위해 일하겠다.

## 기타
로마 가톨릭교회 평신도 단체인데, 전체 평신도를 대표하지는 않으며, 교회의 공식 단체가 아닌 일반 NGO이다. 로마 가톨릭교회에서 전체 평신도를 대표하는 공식적인 단체는 한국천주교평신도사도직단체협의회 뿐이다.

## 같이 보기
- 천주교정의구현전국사제단
- 천주교 인권위원회
- 김승훈
- 이돈명
- 황인철
- 한용희
- 유현석
- 성염